# Leptolaimus tenuis
Leptolaimus tenuis är en rundmaskart. Leptolaimus tenuis ingår i släktet Leptolaimus, och familjen Leptolaimidae. Arten är reproducerande i Sverige.